# Komparativ fordel
Økonomer bruger begrebet komparativ fordel til at beskrive hvem der har de laveste alternativomkostninger i produktionen af en vare. Komparative fordele spiller en alt afgørende rolle i handelsteori.
På en transformationskurve kan alternativomkostningerne for produktion af en ekstra vare x målt i vare y aflæses som tangenthældningen. Alternativomkostningerne for vare y målt i vare x er den reciprokke værdi af dette.
I 1817 formulerede den britiske økonom David Ricardo teorien om komparative fordele.

## Reference
1. ↑  komparative fordele på denstoredanske.dk

&

David Ricardo på denstoredanske.dk

| Økonomi | Spire Denne artikel om økonomi er en spire som bør udbygges. Du er velkommen til at hjælpe Wikipedia ved at udvide den. |